# Friedrich Wilhelm von Lüderitz

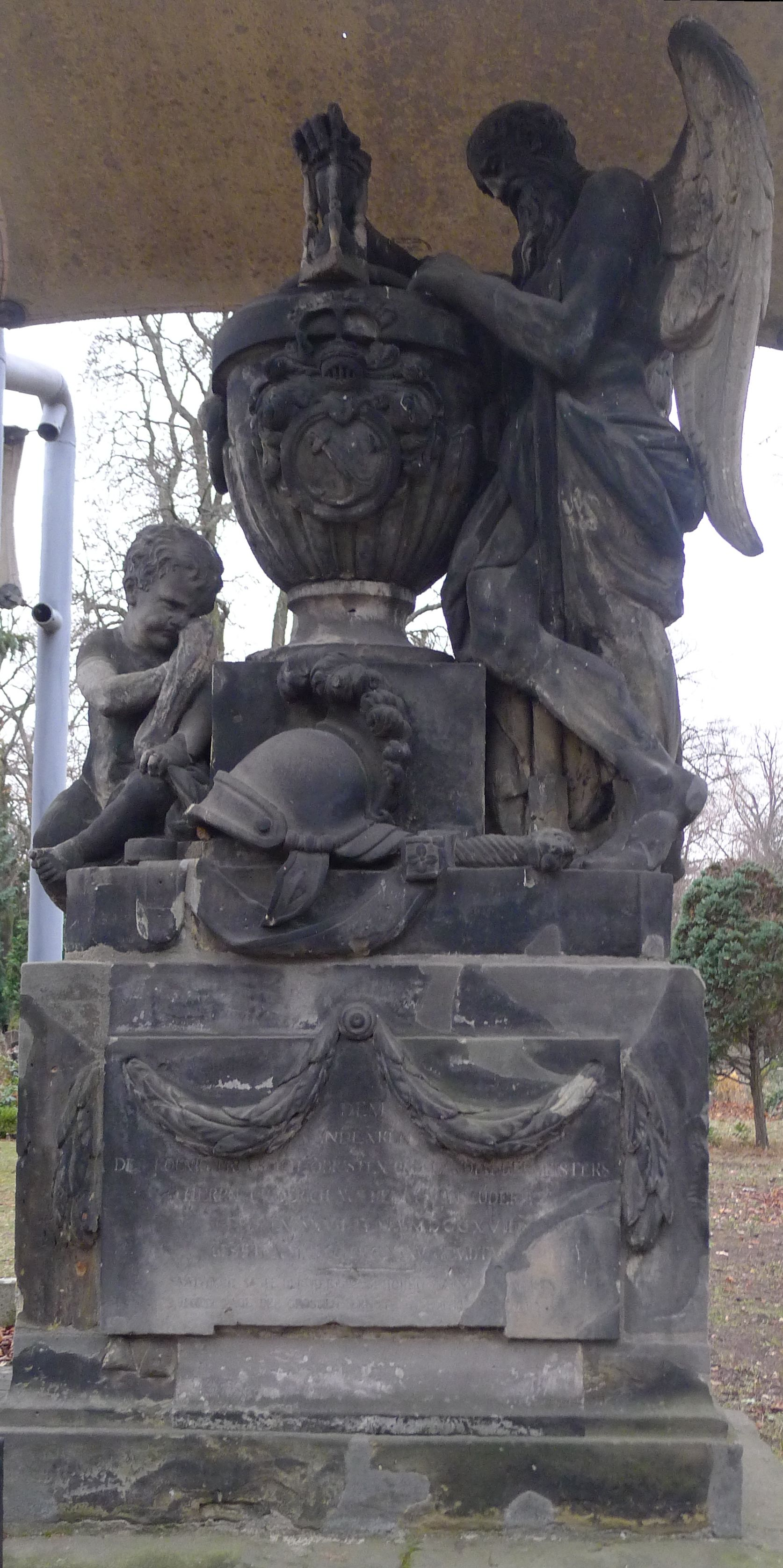
Grabmal von Friedrich Wilhelm von Lüderitz auf dem Friedhof I der Jerusalems- und Neuen Kirche.

Friedrich Wilhelm von Lüderitz (* 27. Februar 1717 in Lüderitz; † 12. August 1785 in Berlin) war ein preußischer Oberst und Landjägermeister.

## Leben

### Herkunft und Familie
Friedrich Wilhelm war Angehöriger des altmärkischen Adelsgeschlechts von Lüderitz. Sein Vater hat bis zum Rang eines Obersts in der Preußischen Armee gedient.
Er vermählte sich 1750 mit Sophia Elisabeth Philippine von Alvensleben (1732–1804), Herrin auf dem Großen Vorwerk Calbe, Groß Engersen, 1/2 Hundisburg, Walthersdorf, Plathe und Badingen. Aus der Ehe sind drei Töchter und drei Söhne hervorgegangen:
- Leopold Wilhelm Werner von Lüderitz (1750/51–1811), preußischer Hauptmann im Infanterieregiment Möllendorf,[3] ⚭ 1791 Amalie Albertine Auguste Christiane von Tresckow (1770–1831)
- Ludolf Philipp von Lüderitz (1752–1806), preußischer Obertribunalsrat, ⚭ Henriette Dorothea Elisabeth Alverdes (1760–1811/12)
- Louise von Lüderitz (1755–1831), ⚭ Karl Leopold Daniel von Bülow (1748–1822),[4] preußischer Leutnant, Dechant des Domstiftes Halberstadt
- Wilhelmine Sophie Elisabeth (Luise Henriette) von Lüderitz (1756–1827), ⚭ Ludwig August von Guionneau (1749–1829) preußischer Generalmajor
- Friedrich Wilhelm von Lüderitz (1764–1825), kaiserlicher Legationsrat
- Henriette Luise Philippine von Lüderitz († 1784)

### Werdegang
Lüderitz ist, nachdem er zwei Jahre auf dem Pädagogium in Halle studiert hat, 1733 als Unteroffizier in die Preußische Armee eingetreten. Zunächst diente er im Leibregiment Friedrich Wilhelms I. in Potsdam, wechselte aber als Fähnrich zum Infanterieregiment Markgraf Heinrich, wo er 1738 zum Sekonde- und 1741 zum Premierleutnant avancierte. Er nahm am 1. Schlesischen Krieg und 2. Schlesischen Krieg, insbesondere der Schlacht bei Mollwitz und der bei Hohenfriedberg, sowie den Aktionen bei Gräz und Zobten teil. 1743 wurde er dem Infanterieregiment Prinz Leopold zugeteilt. Lüderitz stieg im Regiment 1745 zum Stabskapitän und zum wirklichen Kapitän sowie 1756 zum Major auf und nahm am Siebenjährigen Krieg teil. So war er bei der Belagerung von Prag und den Schlachten bei Soor, Lowositz, Breslau und Zorndorf dabei. Noch im Oktober 1756 hatte er wegen Lowositz den Orden Pour le Mérite erhalten. Lüderitz war 1760 zum Oberstleutnant und 1761 endlich zum Oberst befördert worden. 1767 ersuchte er beim König um ein eigenes Regiment nach, wie es auch die Oberste Ploetz und Krockow erhalten hätten. Der König lehnte dies mit der Begründung ab, dass es ihm an Festigkeit fehlte, um General zu werden. Hierauf ersuchte Lüderitz um seinen Abschied, der ihm dann auch am 10. September 1767 gewährt wurde.
Friedrich II. ernannte Lüderitz jedoch 1772 zum Landjägermeister. Da Lüderitz im Metier neu war, wurde anfänglich Gottlob Magnus Leopold von Wedel zu dessen Unterstützung abgestellt. Die Stellung bekleidete Lüderitz bis zu seinem an Steckfluß erfolgtem Tod. Carl Wilhelm von Schönfeld schlug das Angebot die Nachfolge von Lüderitz anzutreten aus, da ihm die damit verbundene Salär i.H.v. 2500 Taler zu gering war. Schließlich wurde dennoch bereits am 2. September 1785 mit Detlef Ludwig Otto von Bandemer ein Nachfolger von Lüderitz als Landjägermeister gefunden.
Lüderitz war Erbherr auf 1/2 Lüderitz, 1/2 Schernebeck, Anteil Kremkow, Schöneberg und Herzfelde.
Sein Grab existiert noch und befindet sich auf dem Friedhof I der Jerusalems- und Neuen Kirche. Es ist das älteste erhaltene Grabdenkmal dort.